# アリサン!
『アリサン!』 （ 原題： Arisan! ）は、2003年に製作されたインドネシアの映画。

## キャスト
- サクティ：トラ・スディロ（英語版、インドネシア語版）
- ニノ：スルヤ・サプトラ（英語版、インドネシア語版）
- メイメイ：チュット・ミニ（インドネシア語版）
- アンディン：アイダ・ヌルマラ（インドネシア語版）
- リタ：レイチエル・マルヤム（インドネシア語版）
- グレース：リリ・ハラハップ

## 上映
- 2005年（第14回）東京国際レズビアン&ゲイ映画祭（7月14日）
- 2005年（第1回）関西クィア映画祭（7月24日）[1]